# C14H13NO2
化学式C14H13NO2的化合物（摩尔质量：227.26 g/mol）可以指：
- N-苯基氨基甲酸苄酯，CAS号：3422-02-4
- 佛林德碱（西班牙语：Flindersina），CAS号：523-64-8

|  | 这个同类索引页列出了具有相同分子式的化学物（即同分異構體）条目。 除非您是有意链接至本页，否则应将相应条目的内部链接指向正确的条目。 |